# Étienne Le Royer de La Tournerie
Pour les articles homonymes, voir Le Royer.
Étienne Le Royer de la Tournerie, né le 20 janvier 1730 à Mantilly et mort le 27 décembre 1812 à Domfront, est un juriste français.

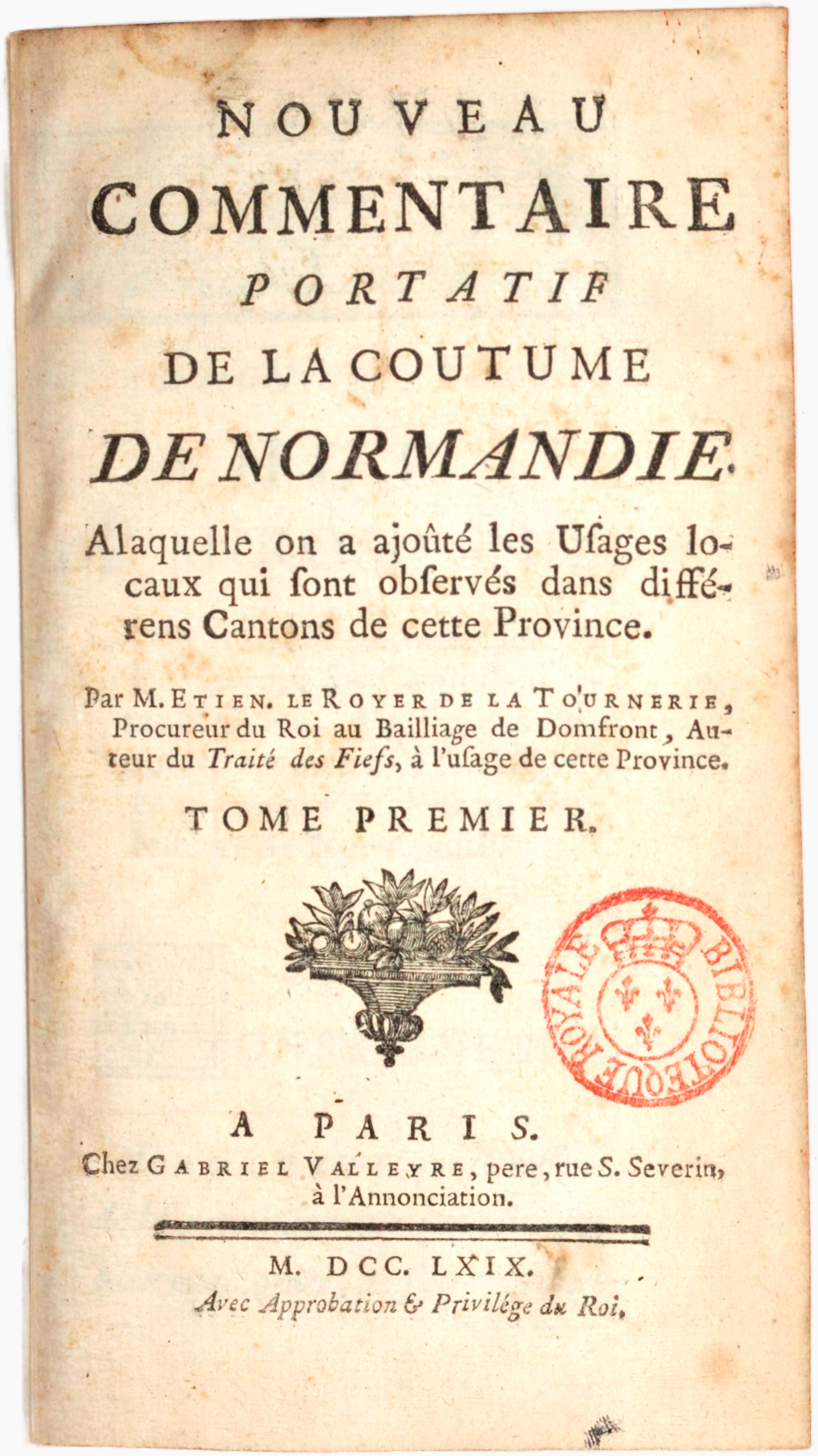
Un commentaire de la Coutume de Normandie par Étienne Le Royer de la Tournerie datant de 1778.

## Biographie
Issu d’une famille qui avait donné le jour à plusieurs hommes de robe, la Tournerie se sentit, très jeune encore, entraîné vers la jurisprudence, à laquelle il consacra une grande partie de sa vie, soit comme avocat, soit comme juge, soit comme auteur. Reçu avocat au parlement de Rouen, en 1754, il suivit pendant quelque temps cette profession, dont il n’interrompit l’exercice que pour retourner, vers 1766, dans son pays natal, où il fut pourvu des charges d’avocat et de procureur du roi au bailliage de Domfront.
Pendant la Révolution, dont il adopta les principes, il fut nommé successivement commissaire près le tribunal du district de Domfront, juge au tribunal de département à Alençon, puis juge au tribunal de la première de ces villes. De ces quarante-cinq années passées dans les fonctions de la magistrature, la Tournerie employa tout le temps dont il put disposer à des recherches sur le droit normand. 
Plusieurs ouvrages utiles, souvent consultés et cités, furent le fruit de ses travaux, tels que : 
1. Traité des fiefs, à l’usage de la province de Normandie, Rouen, in-12 ; nouvelle édition, augmentée d'un Traité des droits honorifiques, Rouen, 1773, in-12 ; 2e édit., 1784 ;
2. Nouveau Commentaire portatif de la coutume de Normandie, Rouen, 1771, 2 vol. in-12 ; 2e édit., 1773 ; 3e édit., Rouen, 1784 ;
3. Manuel du jeune républicain, in-18, plusieurs fois réimprimé ;
4. Histoire de Domfront, Vire, Adam, 1806, 1 vol. in-12. Indépendamment de ces deux ouvrages, dont les deux premiers méritent le succès qu’ils obtinrent, la Tournerie allait livrer à l’impression, quand la Révolution l’en empêcha, une bibliothèque du droit normand, contenant les matières civiles, bénéficiales, criminelles et de police, travail considérable, qui l’avait occupé pendant vingt ans et qu’il avait, en 1787, dédié à l’assemblée provinciale de la généralité d’Alençon, dont il était membre. D’autres productions manuscrites du même auteur n’ont pas vu le jour, telles qu’une suite du Compère Matthieu, que l’on doit peu regretter et une histoire de la chouannerie aux environs de Domfront, etc.

## Source
« Étienne Le Royer de La Tournerie », dans Louis-Gabriel Michaud, Biographie universelle ancienne et moderne : histoire par ordre alphabétique de la vie publique et privée de tous les hommes avec la collaboration de plus de 300 savants et littérateurs français ou étrangers, 2e édition, 1843-1865 [détail de l’édition]